# أندريس مارين
أندريس مارين (بالإسبانية: Andrés Marín)‏ ( 4 فبراير 1843 - 27 يوليو 1896 ) مغني إسباني.